# Cytheromorpha newportensis
Cytheromorpha newportensis är en kräftdjursart som först beskrevs av R. B. Williams 1966.  Cytheromorpha newportensis ingår i släktet Cytheromorpha och familjen Loxoconchidae. Inga underarter finns listade i Catalogue of Life.